# Kimie Morita
Kimie Morita, född 27 februari 1958 i Suita, är en japansk före detta volleybollspelare.
Morita blev olympisk bronsmedaljör i volleyboll vid sommarspelen 1984 i Los Angeles.